# Emily Campbell
Emily Jade Campbell (Nottingham, 6 maggio 1994) è una sollevatrice britannica attiva nella categoria dei pesi supermassimi (oltre 90/87/81 kg.).

## Carriera
Nel 2018 Emily Campbell ha partecipato in rappresentanza dell'Inghilterra ai Giochi del Commonwealth di Gold Coast, vincendo la medaglia di bronzo nella categoria oltre 90 kg. con 242 kg. nel totale.
Nel 2019, in rappresentanza della Gran Bretagna, ha ottenuto la medaglia di bronzo ai Campionati europei di Batumi nella categoria oltre 87 kg., sollevando 260 kg. nel totale.
Due anni dopo, ha partecipato nel mese di aprile ai Campionati europei di Mosca, vincendo la medaglia d'oro con 276 kg. nel totale e, qualche mese più tardi, ha partecipato alle Olimpiadi di Tokyo 2020, conquistando la medaglia d'argento con 283 kg. nel totale, dietro all'irraggiungibile cinese Li Wenwen (320 kg.) e sopravanzando per un solo kg. la statunitense Sarah Robles.
Quella vinta da Campbell è stata la prima medaglia olimpica vinta dal suo Paese nel sollevamento pesi femminile.
Nel mese di dicembre del 2021 ha vinto la medaglia di bronzo ai Campionati mondiali di Tashkent con 278 kg. nel totale.
Ai Campionati europei di Tirana 2022 ha vinto il suo secondo titolo europeo con 271 kg. nel totale, battendo nettamente la turca Melike Günal (242 kg.) e l'austriaca Sarah Fischer (230 kg.). Nello stesso anno ha vinto, in seguito, la medaglia d'oro ai Giochi del Commonwealth di Birmingham con 286 kg. nel totale e la medaglia d'argento ai Campionati mondiali di Bogotà con 287 kg. nel totale. 
Nel 2023 ha vinto la medaglia d'oro ai Campionati europei di Erevan con 253 kg. nel totale, precedendo la georgiana di origine ucraina Anastasija Romanova-Hotfrid (252 kg.) e l'ucraina Valentyna Kisil' (244 kg.). 
Ai Campionati europei di Sofia 2024 ha conquistato il suo quarto titolo continentale con 263 kg. nel totale. 
Alle Olimpiadi di Parigi 2024, Campbell conquista la sua seconda medaglia olimpica nella categoria +81 kg, vincendo il bronzo con 288 kg. nel totale. Ai Campionati europei di Chișinău 2025 ha conquistato il suo quinto titolo continentale con 281 kg. nel totale. 